# 北京人民艺术剧院
39°55′18″N 116°24′44″E / 39.9215972°N 116.412104°E

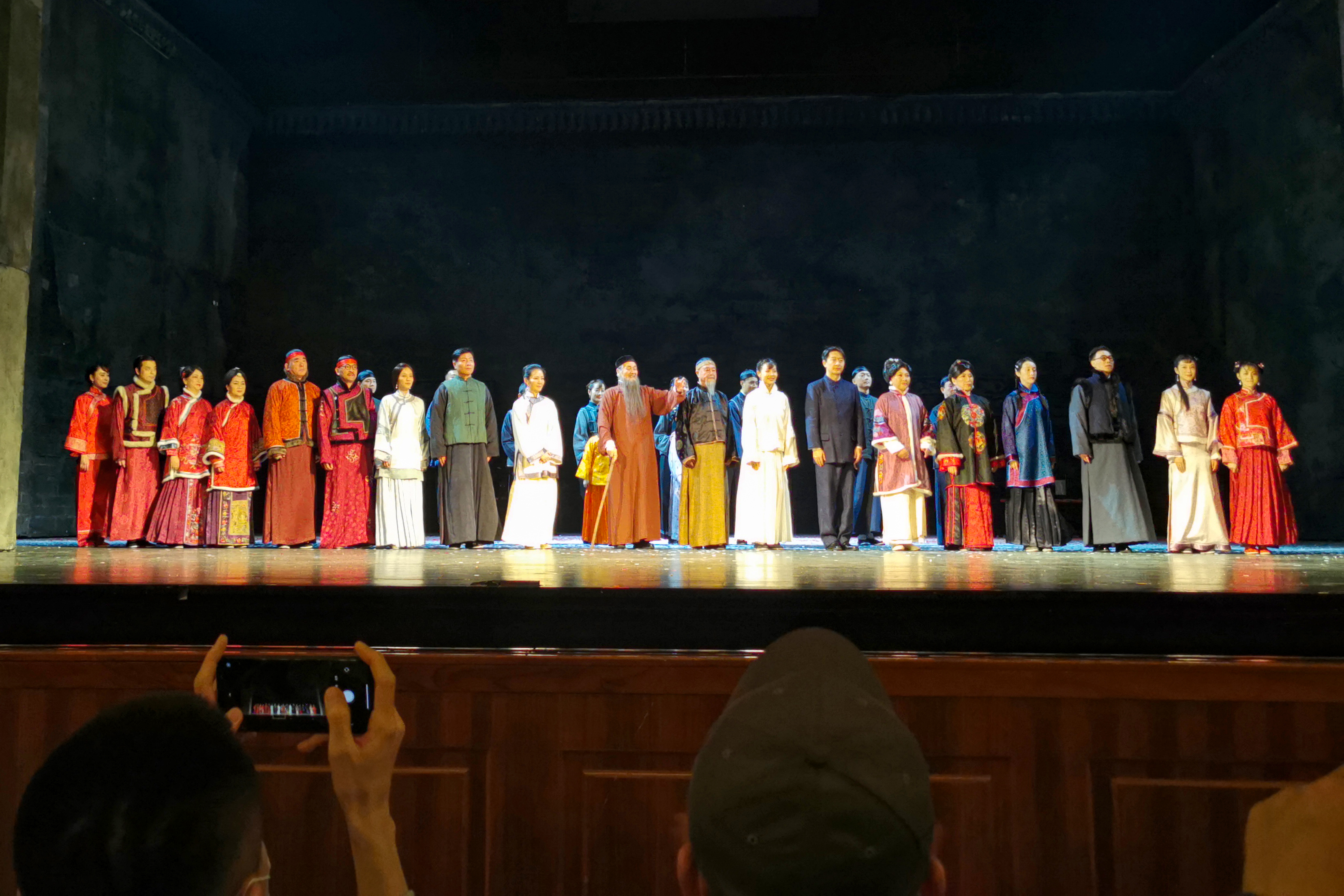
北京人艺版话剧《家》终场谢幕

北京人民艺术剧院（简称北京人艺），成立于1952年6月12日，是中华人民共和国专业话剧院，为中共北京市委直属正厅级事业单位。
该剧院以演出话剧而闻名，曾演出过曹禺、老舍、郭沫若、田汉、何冀平、刘锦云等著名剧作家的许多部剧作。北京人藝建院50多年以来，拥有和培养了焦菊隐、欧阳山尊、夏淳、梅阡、林兆华等著名导演。

## 历史
北京人民艺术剧院的前身是1950年成立的同名剧院。1950年1月1日元旦，北京人民艺术剧院成立，这是一家综合性质的国家剧院，创作演出歌剧、舞剧、话剧、音乐舞蹈节目，李伯钊任院长。1952年，北京人民艺术剧院的话剧部分与中央戏剧学院话剧团合并独立为新的北京人民艺术剧院（1952年6月12日成立），歌剧和音乐舞蹈部分则与中央戏剧学院歌剧团、舞蹈团归并为中央戏剧学院附属歌舞剧院。1953年，中央戏剧学院附属歌舞剧院改为中央实验歌剧院，1958年改为中央歌剧舞剧院，直到1964年被拆分为中国歌剧舞剧院和中央歌剧舞剧院（后改称中央歌剧院）。
1952年6月12日，新的北京人民艺术剧院建院大会举行，北京市副市长吴晗宣布北京人艺成立，并宣布曹禺为院长，焦菊隐、欧阳山尊为副院长，赵起扬为秘书长。 1956年7月28日，首都剧场交北京人艺管理使用。1956年9月24日，话剧《日出》在首都剧场化妆连排，这是北京人艺首次使用该剧场。
1966年1月31日，焦菊隐被宣布撤销副院长职务，并准备接受群众批判。文化大革命爆发后，1966年6月18日，赵起扬在全院大会上公开检讨，群众当场批判，并自发选出“革命委员会”。1966年8月23日，“经群众同意”，北京人民艺术剧院更名为“北京人民文工团”。1968年8月，工宣队、军宣队进驻剧院。1968年10月7日，北京人艺更名为“北京话剧团”，同时成立北京话剧团党委会。此后数年，北京话剧团按照军队体制重新编排，除剧场工作人员外，全院分成两个连，每个连下设四个班，全部集中在剧院四楼学习，平时禁止回家。艺术创作基本停顿，大家下农村、进厂矿深入生活，剧目很少。1972年11月18日，中共北京市委文卫组来人宣布北京话剧团成立“三人领导小组”，由赵起扬、彭征远、杨全久组成。
1976年粉碎四人帮后，有关部门派工作组到剧院压制平反及翻案，人艺的老党员、老艺术家非常不满。1978年初，一些老艺术家自发联名致信中共中央、邓小平反映情况。邓小平很快看到此信并批示“请北京市委处理”。中共北京市委立即派出黎光任党委书记，中共北京市委领导还到剧院肯定了大家的意见，并承担了责任。随后，经中共北京市委有关部门研究，同意恢复北京人民艺术剧院的名称和建制，任命曹禺为院长。1978年4月7日召开全院大会上，新任党委书记黎光宣读了中共北京市委的通知。次日，《北京日报》为此刊发消息。当天，得知消息的邓颖超打电话给曹禺表示祝贺。1978年6月12日，“北京人民艺术剧院”新院牌挂出，字是从郭沫若书法中挑选拼成的。
1980年，北京人艺話劇《茶館》出訪歐洲，1983年出访日本，是中华人民共和国话剧团体第一次到国外演出。
2007年，展示北京人民艺术剧院发展历程的北京人民艺术剧院戏剧博物馆在首都剧场内落成。
2012年，北京人艺艺术创作中心在北京市怀柔区落成。

## 剧目和演员
1950至1960年代，剧院以演出郭沫若、老舍、曹禺、田汉的剧作而闻名，主要剧目有《龙须沟》、《虎符》、《蔡文姬》、《武则天》、《茶馆》、《骆驼祥子》、《雷雨》、《日出》、《北京人》、《关汉卿》等，及外国剧目《悭吝人》、《伊索》、《智者千虑，必有一失》等等。焦菊隐曾任剧院总导演。剧院产生了于是之、刁光覃、舒绣文、田冲、朱琳、童超、郑榕、蓝天野、董行佶、叶子、英若誠、朱旭等知名演员。
1980年代后，剧院上演百余部剧目，多次获文华奖、五个一工程奖等。主要剧目有《王昭君》、《绝对信号》、《小井胡同》、《红白喜事》、《狗儿爷涅槃》、《天下第一楼》、《李白》、《鸟人》、《第一次的亲密接触》等，及外国剧目《贵妇还乡》、《上帝的宠儿》、《推销员之死》、《洋麻将》、《哗变》、《屠夫》等。剧院产生了濮存昕、梁冠华、杨立新、吕中、宋丹丹、冯远征、何冰、徐帆、陈小艺、胡军、岳秀清等知名演员。
21世纪初，剧院推出了《万家灯火》、《北街南院》、《赵氏孤儿》、《我爱桃花》、《全家福》、《白鹿原》、《北京人》、《大将军寇流兰》、《哈姆雷特》、《知己》、《窝头会馆》、《喜剧的忧伤》、《我们的荆轲》、《家》、《推销员之死》、《甲子园》等剧目。

## 演出场所
北京人艺的主要演出场所为首都剧场、北京人艺小剧场（已关闭）、北京人艺实验剧场、菊隐剧场。

## 历任领导
历任院长、副院长
- 曹禺（1952年6月12日－1996年12月14日去世，院长）
  - 焦菊隐（1952年6月12日－1966年1月31日，副院长）
  - 欧阳山尊（1952年6月12日－1978年，副院长）
  - 赵起扬（1952年6月12日－？，秘书长兼党委书记）
  - 赵起扬（？－1965年8月，副院长兼党委书记）
  - 夏淳（1960年－？，副院长）
  - 刁光覃（1978年－1984年，副院长）
  - 于是之（1984年3月28日－1992年，第一常务副院长）
  - 林兆华（1984年－1998年，副院长）
  - 刘锦云（1992年9月26日－1997年，第一常务副院长兼党委书记）
  - 苏民（1987年3月5日－？，副院长）[3]
  - 周瑞祥（1987年3月5日－？，副院长）[3]
  - 林连昆（1987年3月5日－？，副院长）[3]
  - 谭宗尧（1993年6月19日－1998年11月30日去世，副院长）[3]
  - 严燕生（1993年6月19日－？，副院长）[3]
  - 任鸣（1994年－2014年，副院长）[9]
- 刘锦云（1997年11月18日－2003年4月11日，院长）
  - 濮存昕（2003年4月11日－，第一常务副院长）
  - 梁倩（2003年4月11日－2007年11月23日，副院长）[10]
  - 崔宁（？－，副院长）
- 张和平（2007年11月23日－2014年6月10日，院长）[11]
- 任鸣（2014年6月10日－2022年6月19日，院长）[12]
- 冯远征（2022年9月14日-，院长）[13]

历任党委书记
- 赵起扬（1952年6月12日－1965年8月）
- 赵起扬（1972年12月－1975年1月18日，临时党委书记）[14]
- 王连章（1975年1月18日－？，临时党委副书记）
- 黎光（1978年－？）
- 鲁刚（1990年－1992年）[15]
- 刘锦云（1992年9月26日－1997年）
- 马欣（2002年2月－2015年7月）
- 王文光（2015年7月－）[16]

## 北京人民艺术剧院戏剧博物馆
北京人民艺术剧院戏剧博物馆在王府井大街22号的首都剧场四层，是中国国内第一家以话剧艺术为主题的专业性博物馆。欧阳山尊题写馆名。
该博物馆2004年筹建，2007年6月对外开放，设有序厅、历史厅、人物厅、剧目厅、交流厅、理论与教学厅、观众厅、舞美厅、学术厅等。剧目厅前的演员墙及作家墙上有北京人艺艺术家的照片。人物厅内有曹禺的书房。
博物馆具备藏品、研究、展陈、社教等功能，展示了北京人艺的优秀剧目、建院历史、奠基人等等。博物馆有藏品将近15万件，包括郭沫若、老舍、曹禺、焦菊隐等的文稿、导演手记、信件等。